# بهرام (مرند)
بهرام یکی از روستاهای استان آذربایجان شرقی است که در دهستان میشاب شمالی بخش مرکزی شهرستان مرند واقع شده‌است. این روستا حدود ۵۰۰ خانوار دارد و جمعیت آن تقریباً ۲٬۰۰۰ نفر می‌باشد.